# Boana faber
Boana faber es una especie de anfibios de la familia Hylidae. Habita en el noreste de Argentina, el este y sur de Brasil y el este de Paraguay.
Sus hábitats naturales incluyen bosques tropicales o subtropicales secos y a baja altitud, ríos, marismas de agua dulce, corrientes intermitentes de agua, plantaciones, jardines rurales, zonas previamente boscosas ahora muy degradadas y estanques. Su supervivencia no está en peligro según la IUCN.